# متلازمة انسحاب كحولي
متلازمة الانسحاب الكحولي هي مجموعة من الأعراض التي تحدث عندما يقلل الفرد من استهلاك الكحول أو ينقطع بعد استهلاكه الكحول لمدة طويلة من الزمن. يؤدي الاستهلاك الطويل أو الزائد للكحول إلى زيادة تحمل الجسم لتأثيره وأيضا زيادة الاعتماد الجسدي. متلازمة الانسحاب الكحولي هي إلى حد كبير ردة فعل شديدة الاستثارة للجهاز العصبي المركزي تحدث بسبب نقص نسبة الكحول في الدم. والأعراض الناتجة عادة ما تتضمن الهياج والصرع والهذيان الارتعاشي.
الأدوية المسكنة المنومة كالكحول معروفة على قدرتها على تسبيب الاعتماد الجسدي. هذا الاعتماد ينتج بسبب التكيف العصبي الناجم عن تعاطي الكحول. يتصف الانسحاب بالإثارة النفسية العصبية وباضطراب الجهاز العصبي الذاتي. الاعتماد الجسدي على أدوية مسكنة أو منومة أخرى قد يزيد من شدة متلازمة الانسحاب الكحولي. 
تقريبا نصف الأشخاص المدمنين للكحول سيواجهون هذه المتلازمة عند تقليلهم لاستهلاك الكحول. منهم، خمسة إلى ثلاثة بالمائة سيتعرضون للصرع أو الهذيان الارتعاشي.

## الأعراض والعلامات
أعراض وعلامات متلازمة الانسحاب الكحولي تحدث في المقام الأول في الجهاز العصبي المركزي. شدة المتلازمة تختلف من أعراض متوسطة كاضطرابات في النوم أو اكتئاب إلى أعراض شديدة وخطيرة كالهذيان، الهلوسة، واختلال الوظائف المستقلة.
تبدأ أعراض الانسحاب بالعادة مابين ست لأربع وعشرون ساعة بعد آخر شراب ، ويمكن أن تستمر الأعراض إلى أسبوع. لتشخيص المريض بمتلازمة الانسحاب الكحولي يجب أن يظهر المريض اثنين من الأعراض التالية: ارتعاش في اليد، أرق، غثيان وتقيؤ، هلوسات عابرة، اهتياج نفسي حركي، توتر، النوبات التوترية الرمعية، وخلل الوظائف المستقلة.
شدة الاعراض تحدد من خلال عدة عوامل، ومن أهمها نسبة تعاطي الكحول، مدة استهلاك الكحول، وتاريخ طبي عن حالة متلازمة سابقة. متلازمة الانسحاب الكحولي قد تأتي على ثلاث هيئات:
- الهلوسة الناتجة عن الكحول: بحيث تظهر أعراض هلوسة حسية وسمعية وبصرية للمريض لكن بدون أعراض أخرى مصاحبة.[6]
- الصرع الناتج عن متلازمة الانسحاب الكحولي: تحدث في غضون ثمانٍ وأربعين ساعة من وقف استهلاك الكحول ويحدث إما مرة أو على شكل نوبات.[7]
- : حالة من زيادة الإفرازات الأدرينالينية، ارتباك، ارتعاش، تعرق غزير، ضعف في التركيز والوعي، هلوسة سمعية وبصرية.[6] هذه الأعراض تحدث في العادة مابين أربعٍ وعشرين إلى اثنين وسبعين ساعة بعد الانقطاع عن الكحول. الهذيان الارتعاشي هو أشد هيئة لمتلازمة الانسحاب الكحولي وتحدث عند خمسة إلى عشرين بالمئة من حالات التسمم الكحولي وثلث المرضى الذين يعانون من الصرع الناتج عن الكحول.[6]

### تطور الحالة
بشكل عام، تعتمد شدة الأعراض على مدة استهلاك الشخص للكحول منذ البداية، وتعتمد أيضاً على عدد مرات اصابة الشخص بمتلازمة الانسحاب الكحولي وشدتها في الماضي. حتى أشد هذه الأعراض قد تحدث بعد ساعتين فقط من التوقف عن الشرب، عدم القدرة على التنبؤ بهذه الأعراض ووقتها قد يُلزم إما بخطة مسبقة للتنويم في المستشفى أو تنسيق الخطة العلاجية مع طبيب، أو على أقل تقدير إتاحة الوصول السريع للعناية الطبية. أيضاً يجب أن يكون هناك من يدعم المريض كالعائلة أو الأصدقاء قبل معالجة التسمم الكحولي، لكن في العادة تكون أغلب الأعراض متوقعة وفي أوقات متنبأ بها.
بعد 6 إلى 12 ساعة من شرب اخر كأس من الكحول ستحدث عدة اعراض مثل الاهتزاز، صداع في الرأس، تعرق، توتر، غثيان، تقيؤ. تظهر عدة أعراض رئيسية بعد 12 إلى 24 ساعة من شرب آخر كأس من الكحول مثل: الارتباك، الهلوسة (مع الوعي بالواقع)، ارتعاش واهتياج، وأعراض مشابهة. 
عند 24 إلى 48 ساعة من شرب آخر كأس من الكحول ستزيد احتمالية حدوث الصرع. في حين أن الأعراض السابقة ستبقى موجودة. الصرع قد يؤدي للوفاة لمدمني الكحول.
على الرغم من ان معظم الحالات تتحسن بعد 48 ساعة إلا أنها قد تسوء حتى تصل إلى الهذيان الارتعاشي، المتصف بهلوسة تفصل المريض عن الواقع، وحيرة شديدة، ونوبات صرع، وارتفاع في ضغط الدم، وارتفاع في الحرارة والتي قد تستمر من أربعة إلى اثني عشرة يوما.

### متلازمة الانسحاب الكحولي طويل الامد
متلازمة الانسحاب الكحولي طويل الأمد تحدث للعديد من مدمني الكحول، حيث تستمر الأعراض لما بعد المرحلة الحادة، لكنها تستمر بحدة أقل وتستمر حدتها بالتناقص مع الوقت. هذه الحالة تسمى أيضا متلازمة الانسحاب الكحولي مابعد الأعراض الأولية الحادة. بعض الأعراض تستمر لحتى سنة من بعد الانقطاع عن الكحول. ومن الأعراض المتضمنة: رغبة شديدة في شرب الكحول، عدم القدرة على الشعور بالمتعة كالشخص السليم، غثيان وتقيؤ، وصداع في الرأس. يعتبر الأرق أيضاً من الأعراض الشائعة طويلة الأمد والتي تستمر بعد مرحلة الأعراض الأولية الحادة. وثبت أيضا أن الأرق يؤثر معدل الانتكاس. ووجدت الدراسات أن الماغنيسيوم أو الترازودون من الممكن أن يساهما في علاج الأرق في مرحلة علاج إدمان الكحول. يمكن أن يكون من الصعب علاج الأرق عند مدمني الكحول بسبب أن مساعدات النوم مثل مستقبلات البنزوديازيبين ومستقبلات الباربيتوريت تعمل عن طريق مستقبلات "GABA a" ويشتركون في تحمل الجسد لتأثيرهم. وعلى الرغم من ذلك، فالترازادون لا يشترك في تحمل الجسد له مع الكحول. 
يمكن للمرحلة الأولية الحادة لمتلازمة الانسحاب الكحولي أن تستمر إلى أمد طويل، وقد ذكرت الأبحاث أن الهذيان الارتعاشي الممتد من ضمن الأعراض لمتلازمة الانسحاب الكحولي طويل الأمد الممكنة لكنها ليست معتادة. 

## الفيزيولوجيا المرضية
الاستهلاك المزمن للكحول يؤدي إلى تغيرات في كيمياء الدماغ وخصوصا في نظامجابا "GABA"، حيث تحدث تكيفات عدة مثل تغيرات في الجينات ووتخفيض مستقبلات "GABA a". يمكن أن يتم التقليل من أعراض التغيرات الكيميائة التي تحدث في الانسحاب الكحولي باستخدام أدوية تؤثر في المرحة الأولية الحادة لعلاج الإدمان. عند التوقف عن تناول الكحول والأدوية التي تشاركها في تحمل الجسد لها فإن هذه التغييرات في كيمياء الدماغ تعود لوضعها الطبيعي. التكيفات في نظام الإن إم دي إي (NMDA) تحدث أيضا كنتيجة للاستهلاك المستمر للكحول وهي متعلقة أيضاً في بحالة الاستثارة العالية للجهاز العصبي المركزي في متلازمة الانسحاب الكحولي. معدلات هوموسستئين والتي تكون عالية في وقت الاستهلاك المزمن للكحول تزيد إلى مراحل أكبر في حالة الانسحاب ويمكن أن تسبب تسمما عصبيا. 

### الإضرام
الإضرام هي ظاهرة تحدث عندما يقوم الشخص بالانقطاع عن الكحول بصورة متكررة مما يؤدي إلى ارتفاع حدة متلازمة الانسحاب الكحولي. على سبيل المثال، الشرب لأجل الثمالة (غالباً مصاحب في الاحتفالات)  يمكن ابتداءً أن لا يصاحبه أي من أعراض الانسحاب الكحولي، لكن مع كل فترة من استخدام الكحول يليها انقطاع مطلق، تشتد أعراض الانسحاب في حدتها وربما تنتهي بهذيان ارتعاشي كامل مصحوب بنوبات تشنج. مدمنوا الكحول ممن يعانون نوبات صرع أثناء العلاج من التسمم بالكحول أكثر احتمالية بأنهم قد توقفوا عن تناول الكحول لمرات عدة سابقاً أكثر من المرضى الذين لم يعانوا من نوبات صرع أثناء عملية الانسحاب الكحولي.  

الإضرام يمكن أن يسبب مضاعفات، ومن الممكن أن يزيد من احتمالية حدوث انتكاسة، وتلف دماغي مرتبط بالكحول، وعجز إدراكي. الاستخدام الخاطئ المزمن للكحول والإضرام عن طريق عدة انسحابات كحولية من الممكن أن تؤدي لتحولات دائمة قي مستقبلات “جابا ألفا”. الآلية خلف الإضرام هي زيادة حساسية بعض الأنظمة العصبية وإزالة الحسية في أنظمة أخرى، مما يؤدي وبشكل متزايد إلى اختلالات كيميائية عصبية. وهذه بدورها تؤدي إلى أعراض انسحاب كحولي أعمق وأقوى، تتضمن القلق، خلاتلاج، و تالسمم عالصبي. 
الشرب لأجل الثمالة يصاحبه اعتلالات متزايدة في الذاكرة المكانية واعتلالات أيضاً في المشاعر. هذه المضاعفات يعتقد أنها نتيجة لآثار تسمم عصبي من انسحابات متكررة، يُحدث تغيرات عصبية واضحة ويضر بالقشرة المخية. الفترات المتكررة من التسمم بالكحول أو الثمل الحاد التي تتبعها عملية توقف سريعة ومفاجأة عن الكحول أيضاً لها آثار عميقة على المخ وتزيد من العرضة للصرع والعجز الإدراكي على حدٍ سواء. هذه الآثار على المخ مشابهة لتلك التي تظهر على مدمني الكحول الذين مروا بعملية التخلص من تسمم الجسد بالكحول عدة مرات لكن ليست على نفس الحدة التي تظهر على المدمنين الذين لا يملكون أي تاريخ لعمليات سابقة لعلاج التسمم بالكحول. لذلك متلازمة الانسحاب الكحولي الحادة تظهر كأهم عنصر مؤثر على الضرر أؤ التلف في وظيفة المخ. مناطق المخ الأكثر حساسية لضرر الشرب لأجل الثمالة هي اللوزة العصبية والقشرة الأمام عصبية. 
الأشخاص في مرحلة المراهقة ممن عانوا عدة انساحابات يظهرون اختلالات في الذاكرة الشفهية طويلة الأمد. الكحوليون ممن عانوا انسحابين أو أكثر يظهرون اعتلالات أكثر لوظائف الإدراك للفص الجبهي من الأشخاص الذين لم يخوضوا تجربة انسحابات سابقة. إضرام الخلايا العصبية هي السبب المقترح للضرر الإدراكي المرتبط بالانسحاب. الإضرام من عدة انسحابات يؤدي إلى تراكم التغيرات في الجهاز العصبي. الإضرام من الممكن أيضاً أن يكون السبب خلف الضرر الإدراكي المصاحب للشرب لأجل الثمالة. 

## التشخيص
الكثير من المستشفيات تستخدم بروتوكول “منظمة تقييم الانسحاب الكحولي الإكلينيكي” ([CIWA CIWA])  لتقييم مستوى الانسحاب القائم، ولذلك كمية العلاجات المتطلبة. في حالة اشتباه جرعة زائدة من الكحول من دون تاريخ واضح لها، يستخدم اختبار ارتفاع قيم ترانسفيرين الناقص كربوهيراتياً أو جاماجلوماتيل ترانسفيريز لتشخيص الجرعة الزائدة من الكحول والاعتماد على الكحول بشكل أوضح. منظمة تقييم الانسحاب الكحولي الأكلينيكي ايضاً تساعد في تقييم المرضى بشكل أفضل نظراً للطبيعة الخطرة للانسحاب الكحولي.

## العلاج
بنزوديازيبين فعال في إدارة الأعراض كما في الحماية من الصرع على حدٍ سواء. بعض الفيتامينات ايضاً تشكل جانبا ضروريا من إدارة متلازمة الانسحاب الكحولي. في حالة الأعراض الحادة، يكون التنويم في المستشفى للمريض ضرورة. أما مع الأعراض الأقل خطورة، من الممكن أن يتملعلاج المريض في المنزل مع زيارات منزلية لمقدم الرعاية الصحية.  

### بينزوديازيبين
بنزوديازيبين هو الدواء الأكثر استخداماً للإنسحاب الكحولي وبشكل عام آمن وفعال في تعطيل ظهور الأعراض. هذا الصنف من الأدوية فعال في السيطرة على الأعراض، لكن يجب أن يستعمل بشكل حذر. على الرغم من أن بنزوديازيبين لديه تاريخ طويل من النجاح في العلاج ومنع ظهور الأعراض الجانبية، لا يوجد إجماع على الدواء المثالي ليستعمل. أكثر نوع استخداماً هو البنزوديازيبين طويل الأمد، مثل كلورديازبوكسيد وديازيبام . هؤلاء يعتقد بأنهم أفضل من البنزوديازيبين الأخرى لعلاج الهذيان والسماح لفترات أطول بين الجرعات. لكن، بنزوديازيبين متوسطة نصف العمر مثل لورازيبام من الممكن أن يكون أكثر أماناً لمن يعانون من اعتلالات كبدية. 
الجدل الأساسي بين استخدام البنزوديازيبين طويل الأمد وقصير الأمد هو سهولة الاستخدام. الأدوية طويلة الأمد من المككن أن تخفف تكرر جرعاتها. لكن الأدلة أظهرت أنه توجد أدلة على أن “النظم العلاجية المصاحبة للأعراض” كتلك التي تستخدم عند العلاج بلورازيبام، لهم نفس الفاعلية والأمان، لكنها تقلل فترات العلاج وكمية الأدوية المستخدمة.  
على الرغم من أن بنزوديازيبين فعال جداً في علاج الأعراض المصاحبة للانسحاب الكحولي، يجب أن يستخدم بشكل حذر. بنزوديازيبين يجب أن يستخدم فقط لفترات قصيرة للكحوليين الذين لم يعتمدوا عليه بعد، لكونهم يتشاركون التحمل الجسدي مع الكحول. هناك خطورة من استبدال الإدمان على الكحول بالإدمان على بنزوديازيبين. أيضاً، الكحول تعطل وظيفة مستقبلات غابا واستخدام البنزوديازيبين المزمن من الممكن أن يعطل ويمنع شفاء آثار الكحول المؤثرة على الفعالية العقلية. المزيج من بنزوديازيبين والكحول من الممكن أن يضاعف الأعراض الجانبية النفسية، التأثير المضاعف قد يؤدي إلى آثار اكتئابية وزيادة أفكارالانتحار، وعامة لا يصح إعطاؤهما مع بعضهما إلا في حالة علاج أعراض الانسحاب الكحولي. 

### الفيتامينات
التناول الوقائي لفيتامين بي 1 ، الفوليت وبيروكسديناوريدياًيوصى به قبل البدء بأي طعام أو شراب يتضمن كاربوهيدرات. الكحوليون غالباً ما يعانون من نقص لعفي ة عناصر غذائية تؤدي لمضاعفات شديدة أثناء عملية الانسحابكم تلازمة وارنكي.الفيتامينات ذات الأهمية الأكبر في عملية الانسحاب الكحولي هي فيتامين بي 1 وحمض الفوليك. لتقليل احتمالية حدوث متلازمة وارنكي في الكحوليين يجب أن تعطى عدة فيتامينات مع كمية الكافية من فيتامين بي 1 وحمض الفوليك. ويجب أن تعطى قبل أن تعطى أي كمية من الجلوكوز، وإلا فمتلازمة وارنيك من الممكن أن تحدث. هذه الفيتامينات غالباً تجمع في محلول وريدي واحد يعطى عن طريقالوريد للمرضى.

### مضادات الصرع
بعض الأدلة تدل على أن توبيرامات وكاربامازيبين ومضادات صرع أخرى فعالة في علاج الانسحاب الكحولي. لكن الأبحاث محدودة جدا في هذا المجال. مراجعة كوكرين ذكرت أن الأدلة التي تدعم تفوق مضادات الصرع على البينزودازبين في علاج الانسحاب الكحولي ليست ذا أهمية وأظهرت ضعف في الدراسة المتاحة. مراجعة كوكرين أشارت ألى أن كاربامازيبين يضمن ايجابيات لبعض الأعراض. 

### أخرى
كلونيدين ربما يستخدم مع مجموعة البنزوديازيبان ليساعد في أعراض أخرى مصاحبة. ولكن لا توجد ادلة كافية تدعم استخدام باكلوفين في علاج متلازمة الانسحاب الكحولي. 
مضادات الذهان مثل هالوبيريدول تستخدم في بعض الاحيان بالإضافة إلى البينزوديازيبين لكي تتحكم في الذهان. مضادات الذهان يمكن أن تزيد سوؤاً حالات الانسحاب الكحولي بغض النظر عن إمكانية تقليلها للصرع. يعتبر كل من كلوزاباين، اولانزاباين وفينوزثيزايد خطيرا نوعا ما، لذا ينبغي الحذر بشدة عند استخدامهم
من الممكن أيضا استخدام الايثانول الوريدي (المستخدم بالحقن)، ولكن الادلة الداعمة لهذا الاجراء ضعيفة وغير كافية. 

## توقعات سير المرض
عدم القدرة على التنبؤ بمتلازمة الانسحاب الكحولي بشكل مناسب يمكن أن يؤدي إلى إصابات دائمة في الدماغ أو حتى إلى الوفاة. وتم إثبات أن إصابات الدماغ الناتجة عن متلازمة الانسحاب الكحولي من الممكن تجنبها عبر إعطاء المريض مضاد إن إم دي إي NMDA أو مضادات الكالسيوم، أو مضادات غلوكوكورتيزويد. مضادات إن إم دي إي NMDA تقلل من زيادة امتصاص الغلوتاميت وبالتالي تساعد على تثبيط التسمم الناتج عن الانسحاب الكحولي في الدماغ. 

### المواد المضعفة للعلاج
الاستخدام المستمر للبينزوديازيبين من الممكن أن يعرقل عملية الشفاء من الجانب النفسي والعصبي للكحول. من الممكن أيضا للتدخين أن يبطئ أو يعارض مسارات الدماغ في عملية التشافي من الكحول. 